# Amy Grant
Amy Lee Grant (Augusta, Georgia, 25 de noviembre de 1960) es una cantautora, autora, presentadora de infomerciales y ocasionalmente actriz estadounidense, pero es más conocida por ser cantante de música cristiana. Es considerada la cantante de música cristiana más exitosa de todos los tiempos, al haber vendido alrededor de 30 millones de discos a lo largo de su carrera. Comúnmente se la llama "Reina del Pop Cristiano". 
Debutó en la industria discográfica a fines de la década de 1970, mientras era todavía adolescente.  A mediados de la década de 1980, gracias a éxitos como "Father's Eyes", "El Shaddai" y "Angels", consiguió hacerse popular entre el público cristiano de Estados Unidos. En 1986, su sencillo "The Nex Time I Fall", interpretado a dúo con el cantante Peter Cetera, llegó al número uno en el listado Hot 100 de la revista Billboard, convirtiéndose en su primer éxito pop.

## Vida y carrera
Nacida en Augusta, Georgia, Grant es la más joven de cuatro hermanas. Su familia se asentó en Nashville, Tennessee, en 1967. Ella es tataranieta del filántropo A. M. Burton y Lillie Burton. Ella ha admitido la influencia de los Burtons en su desarrollo como músico. 
En 1976, Grant escribió su primera canción ("Mountain Man") interpretándola en público por primera vez en la Harpeth Hall School, un colegio de mujeres al que ella acudía en Nashville. Ella grabó un demo para sus padres con el joven líder de la iglesia Brown Bannister. Cuando Bannister estaba haciendo una copia del tape, Chris Christian, el dueño del estudio de grabación, escuchó el demo y llamó a Word Records. El puso la cinta al teléfono, e inmediatamente a ella se le ofreció un contrato de grabación, cinco semanas antes de cumplir los 16 años. En 1977, ella publicó su primer álbum titulado Amy Grant, producido por Brown Bannister, quien además siguió involucrado de una u otra forma en sus siguientes 11 álbumes. Este primer LP fue lanzado a comienzos de 1978, un mes antes de su graduación.

## Producción y otros aspectos técnicos
A partir del álbum Heart in Motion, el estilo de sus producciones se aparta del sonido inicial con predominancia de guitarras acústicas y arreglos poco espesos de tipo folk, y comienza a orbitar en torno a dos procesos alternativos: el comandado por el productor Keith Thomas (https://www.songlink.com/20140109-the-producers-chair-keith-thomas.html) (un músico de sesión y teclista muy demandado a su vez por otros productores de CCM afincados en el área de Nashville, y que había acabado estableciendo su propia base y estudio en la edificación conocida como The Bennett House de Franklin, TN) y el que lideraba Michael Omartian, un productor todoterreno y el mejor ejemplo de personal técnico crossover (es decir, que trabajan tanto para la industria de la música cristiana contemporánea -CCM- como para la "secular"), y quien ya venía produciendo temas para Amy desde hacía tiempo. Omartian opta por arreglos más enérgicos y actuales, mientras que Thomas se basa más en las texturas brillantes del adult-oriented pop y compuestas casi enteramente a base de sintetizadores. Un ejemplo típico de la contraposición entre ambos estilos la encontramos en el sencillo Oh How the Years Go By, de cuya producción inicialmente iba a encargarse Keith Thomas, pero que para la versión del álbum House of Love pasó a llevar el arreglo alternativo de Omartian (curiosamente, Keith Thomas reutilizó su versión para un disco de Vanessa Williams).
Teniendo esto en cuenta, resulta igual de curioso que para el propio proceso de exhibición pública de Amy como una artista crossover de la escena cristiana, resultase mucho más determinante el sencillo Baby Baby de Heart In Motion -cuya composición y producción corrió totalmente del lado del "sub-equipo" de Thomas- que cualquier otro tema de la artista. La paradoja se desvanece si tenemos en cuenta que, por aquel entonces, Thomas usó exactamente el mismo estilo de arreglos (llegando a repetir incluso presets de sintetizador o teclado) con los temas de Vanessa Williams que le reportaron similar fama como productor (específicamente The Sweetest Days y Save the Best for Last).
En cualquier caso, el sonido de las mezclas de Amy pasa a ser mucho más profesional, nítido, potente y compacto, si bien esta percepción es aplicable a los trabajos de muchos artistas de inicios de los '90, tanto de CCM como seculares, y puede haberse favorecido por la acelerada adopción en aquellos años de los sistemas profesionales de multipistas digital (como por ejemplo el Sony PCM-3348, sistema cuya primera instalación en la escena de Nashville y alrededores muchos ubican, precisamente, en el estudio de grabación The Bennett House (https://headlinermagazine.net/producer-keith-thomas-on-nashville-songwriting-and-whitney.html), como también deberse al empleo generalizado de los sistemas MDM (modular digital multitracking) de menor coste como los Alesis ADAT así como a la costumbre de grabar los másters en DAT (otro formato de cinta digital pero para 2 pistas) y, por supuesto, al dominio de los sistemas DAW sobre disco duro como Digidesign Pro Tools ya a mediados-finales de esa misma década.
Por supuesto, en los álbumes de Amy de los '90 en adelante sigue haciendo su aparición ocasional Brown Bannister, bien a cargo de toda la producción o como arreglista, teclista, programador de sintetizadores o roles similares.

## Discografía

### Álbumes
- Amy Grant (1977)
- My Father's Eyes (1979)
- Never Alone (1980)
- Amy Grant in Concert (1981)
- In Concert Volume Two (1981)
- Age to Age (1982)
- A Christmas Album (1983)
- Straight Ahead (1984)
- Unguarded (1985)
- Lead Me On (1988)
- Heart in Motion (1991)
- Home for Christmas (1992)
- House of Love (1994)
- Music of the Spirit-Pax Christi Ceremony (1994)
- Behind the Eyes (1997)
- A Christmas to Remember (1999)
- Legacy...Hymns and Faith (2002)
- Simple Things (2003)
- Rock of Ages...Hymns and Faith (2005)
- Time Again...Amy Grant Live (CD/DVD) (2006)
- Somewhere Down The Road (2010)
- How Mercy Looks from Here(2013)
- In Motion (the remixes)' '(2014)
- Tennessee Christmas' '(2016)
- Heart In Motion: 30th Anniversary Edition' '(2021)

### Compilaciones
- The Collection (1986)
- Songs from the Loft (1993)
- Greatest Hits 1986–2004 (limited edition) (2004)
- My Best Christmas (2005)
- Greatest Hits (2007)
- The Christmas Collection (2008)
- Icon (2013)
- Top 5: Hits (2013)
- Icon: Christmas (2014)
- The Ultimate Christmas Playlist (2015)
- The Ultimate Love Songs Playlist (2016)
- The Ultimate Playlist (2016)
- The Ultimate Christmas Playlist: 2° Edición (2017)
- Amy Grant Christmas (2019)
- Amy Grant Collection (2020)

## Banda sonora
- Príncipe de Egipto (1998)
- Dr House (2012)

"hombre de casa" Episodio 13 temporada 8 Dr. House 
Con el tema every heart beat
Transmitido: 2012-02-20